# Golden Boys
Golden Boys est un groupe brésilien de rock, issu du mouvement Jovem Guarda. Il s'agit à l'origine d'un quatuor de doo-wop, composé de trois frères : Roberto (décédé en 2016), Ronaldo, Renato Corrêa, et d'un ami, Waldir Anunciação (décédé en 2004).

## Histoire
Les Golden Boys commencent leur carrière très jeunes, vers 1958, comme la version brésilienne du groupe américain The Platters. Le groupe est à l'origine composé de trois frères : Roberto, Ronaldo, Renato Corrêa, et de leur ami Waldir Anunciação, qu'ils ont rencontré à l'Escola Ferreira Viana. Avec le succès du groupe, Waldir commence à être présenté comme « cousin » afin que les membres paraissent appartenir à la même famille. Ils se distinguent lors de présentations à la radio et à la télévision et, inspirés par les quatuors américains, enregistrent plusieurs disques destinés au jeune public.
Les frères Roberto, Renato et Ronaldo sont également les compositeurs de chansons à succès enregistrées par d'autres artistes, en plus d'être producteurs. Les Golden Boys effectuent des tournées dans les pays d'Amérique du Sud dans les années 1960 et enregistrent plusieurs albums.
Leurs plus grands succès sont rassemblés dans une compilation en deux volumes de la série Melhores Momentos. Parmi ces titres figurent Cabeção (Roberto Corrêa/Silvio Sion), Alguém na Multidão (Rossini Pinto) et des versions de chansons des Beatles telles que Michelle et Ontem.

## Discographie

### Albums studio
- 1958 : The Golden Boys (Copacabana, réédité entre 1960 et 1964 également chez Polydor)
- 1959 : Os Golden Boys (Copacabana)
- 1964 : Golden Boys (Odeon)
- 1966 : Alguem na Multidão (c/ The Fevers)
- 1966 : The Golden Boys (c/ The Fevers) (réédité entre 1967 et 1968)
- 1967 : Golden Boys (Odeon ; réédité entre 1968 et 1975)
- 1967 : Pensando Nela (Odeon)
- 1968 : Na Linha de Frente (LP, Odéon)
- 1970 : Fumacê (LP) (Odeon)
- 1971 : Só vou criar galinha (LP, Odeon)
- 1984: O sonho não acabou... Os inesquecíveis sucessos da Jovem Guarda em 35 super-regravações! (LP, Epic/CBS)
- 1986 : Golden Boys (LP)
- 1991 : Golden Boys Ao Vivo (CD, Som Livre)
- 1994 : Meus Momentos - Golden Boys (EMI-Odeon)
- 1994 : Os Grandes Sucessos dos Golden Boys (EMI-Odeon)
- 1997 : Meus Momentos Vol. 2 - Golden Boys (EMI)
- 1997 : Festival dos Golden Boys (Som Livre)